# Best To Ever Do It
Best To Ever Do It è il sesto album in studio del rapper statunitense Soulja Boy, pubblicato il 6 luglio 2018.

## Tracce
1. Ice Ice – 3:04
2. Cotton Candy – 1:56
3. Mega Star – 2:10
4. Real (feat. 24hrs) – 3:51
5. New Money – 3:19
6. Off The Lot – 2:56
7. 100 Bandz – 3:08
8. Breaking My Wrist – 1:22
9. Skrt – 2:09
10. I Got The Yop On Me – 1:57
11. I Got Work – 2:46
12. Rollie Wrist – 3:51
13. Fell In Love With Bandz – 3:53
14. Pull Up In A Coupe – 2:20
15. Bandz Up – 2:32